# Dicranomyia capella
Dicranomyia capella är en tvåvingeart som först beskrevs av Alexander 1932.  Dicranomyia capella ingår i släktet Dicranomyia och familjen småharkrankar. Inga underarter finns listade i Catalogue of Life.